# Justice League Unlimited
Justice League Unlimited (or JLU) är en amerikansk animerad TV-serie, som producerades av Warner Bros. Animation och sändes i Cartoon Network. I den medverkar superhjältar från DC Comics, framför allt Justice League, och serien är direkt uppföljare till Justice League. JLU debuterade den 31 juli 2004 i Toonami och avslutades den 13 maj 2006. Serien har aldrig dubbats till svenska.

## Rollfigurer

### Ursprungliga medlemmar
- George Newbern – Superman ( Clark Kent / Kal-El )
- Kevin Conroy – Batman ( Bruce Wayne )
- Susan Eisenberg – Wonder Woman ( Diana of Themyscira / Diana Prince )
- Michael Rosenbaum – Flash ( Wally West )
- Carl Lumbly – Martian Manhunter ( J'onn J'onnz / John Jones )
- Phil LaMarr – Green Lantern ( John Stewart )
- Maria Canals – Hawkgirl ( Shayera Hol ) (Later Reinstated to the Justice League)

### Expanded League
- Scott Rummell – Aquaman ( Arthur Curry / Orin )
- John C. McGinley – Atom ( Dr. Ray Palmer )
- Scott Patterson – Aztek ( Uno / Curtis "Curt" Falconer )
- Morena Baccarin – Black Canary ( Dinah Laurel Lance )
- Lex Lang – Blue Devil ( Daniel Patrick Cassidy )
- Tom Everett Scott – Booster Gold ( Michael Jon Carter )
- Peter Onorati – B'wana Beast ( Michael Payson Maxwell )
- Chris Cox (George Eads in "Initiation") – Captain Atom ( Captain Nathaniel Adams )
- Jerry O'Connell – Captain Marvel ( Billy Batson )
- Kevin Conroy - Commander Steel ( Henry "Hank" Heywood )
- Kevin Conroy - Crimson Avenger ( Lee Walter Travis )
- Oded Fehr – Doctor Fate ( Kent Nelson / Nabu )
- Lauren Tom – Doctor Light ( Kimiyo Hoshi )
- Jason Hervey – Dove ( Don Hall )
- Jeremy Piven – Elongated Man ( Ralph Dibny )
- Michael T. Weiss – Etrigan the Demon ( Jason Blood )
- Maria Canals Barrera – Fire ( Beatriz "Bea" Bonilla Da Costa )
- Kin Shriner – Green Arrow ( Oliver Queen )
- Fred Savage – Hawk ( Hank Hall )
- James Remar – Hawkman ( Carter Hall / Katar Hol / Joseph Gardner  )
- Amy Acker – Huntress ( Helena Bertinelli )
- Gregg Rainwater – Long Shadow ( Apache Chief )
- Tom Sizemore - Metamorpho ( Rex Mason )
- Michael Beach – Mister Terrific ( Michael Holt )
- Ron Perlman – Orion
- Jeffrey Combs – Question ( Charles Victor Szasz / Vic Sage )
- Mike Erwin – Red Arrow ( Roy Harper / Speedy )
- Powers Boothe – Red Tornado
- Chris Cox – Shining Knight ( Sir Justin )
- Giselle Loren – Stargirl ( Courtney Whitmore )
- Phil LaMarr - Steel ( John Henry Irons )
- Phil LaMarr - S.T.R.I.P.E. ( Pat Dugan )
- Nicholle Tom – Supergirl ( Kara In-Ze / Kara Kent )
- Nathan Fillion (Michael Rosenbaum in "Task Force X") – Vigilante ( Greg Saunders )
- Gina Torres – Vixen ( Mari Jiwe McCabe )
- Dennis Farina – Wildcat ( Ted Grant )
- Jennifer Hale – Zatanna ( Zatanna Zatara )

### Icke-talande medlemmar
- Atom Smasher ( Albert Rothstein )
- Creeper ( Jeff Glen Bennett )
- Crimson Fox ( Vivian D'Aramis )
- Doctor Mid-Nite ( Dr. Charles McNider )
- Gypsy ( Cynthia "Cindy" Reynolds )
- Hourman ( Rick Tyler )
- Ice ( Tora Olafsdotter )
- Johnny Thunder ( John L. Thunder )
- Nemesis ( Thomas Andrew Tresser )
- Obsidian ( Todd James Rice )
- Plastic Man ( Patrick "Eel" O'Brian )
- Ray ( Raymond C. "Ray" Terrill )
- Rocket Red ( Dimitri Pushkin )
- Sandman ( Sanderson "Sandy" Hawkins )
- Starman ( Prince Gavyn )
- Thunderbolt
- Vibe ( Paco Ramone )
- Waverider ( Matthew Ryder )

### Future League (Batman Beyond)
- Christopher McDonald – Superman ( Clark Kent / Kal-El )
- Kevin Conroy – Batman ( Bruce Wayne )
- Will Friedle – Batman ( Terry McGinnis )
- Jodi Benson – Aquagirl ( Merina )
- Lauren Tom – Green Lantern ( Kai-Ro )
- Wayne Brady – Micron
- Phil LaMarr – Static ( Virgil Hawkins )
- Peter Onorati – Warhawk ( Rex Stewart )

### Skurkar
- Michael York – Ares
- Julie Bowen - Aresia
- Lex Lang - Atomic Skull ( Albert Michaels )
- George Newbern – Bizarro ( Kent Clark / El-Kal)
- Dee Bradley Baker - Blockbuster ( Mark Desmond )
- Corey Burton – Brainiac
- Donal Gibson – Captain Boomerang ( George "Digger" Harkness )
- Lex Lang - Captain Cold ( Leonard Snart )
- Sheryl Lee Ralph – Cheetah ( Barbara Ann Minerva )
- Peter MacNicol – Chronos ( David Clinton )
- Rachel York – Circe
- Alan Rachins – Clock King ( Temple Fugate )
- Jose Yenque – Copperhead ( "John Doe" )
- Michael Ironside – Darkseid
- Michael Rosenbaum – Deadshot ( Floyd Lawton )
- Douglas Dunning – Deimos
- Michael Beach – Devil Ray ( Black Manta / David Reynolds )
- Michael Rosenbaum – Doctor Polaris ( Neal Emerson )
- Michael Jai White – Doomsday
- John DiMaggio – Dreamslayer
- Joanne Whalley – Emerald Empress ( Cara Kesh )
- George Newbern – Evil Star
- Robert Englund - Felix Faust ( Dekan Drache )
- Nicholle Tom - Galatea ( Power Girl / Karen Starr / Kara Zor-L )
- Robin Atkin Downes – Gentleman Ghost ( James Craddock )
- Jennifer Hale – Giganta ( Dr. Doris Zeul )
- Powers Boothe – Gorilla Grodd
- Edward Asner – Granny Goodness
- John Rhys-Davies – Hades
- Lex Lang - Heat Wave ( Mick Rory )
- Mark Hamill - Joker ( Jack Napier )
- Kevin Conroy - Batman ( Justice Lord )
- Michael Rosenbaum – Flash ( Justice Lord )
- Phil LaMarr - Green Lantern ( Justice Lord )
- Maria Canals Barrera - Hawkgirl ( Justice Lord )
- Carl Lumbly - Martian Manhunter ( Justice Lord )
- George Newbern – Superman ( Justice Lord )
- Susan Eisenberg - Wonder Woman ( Justice Lord )
- Michael Dorn – Kalibak
- Corey Burton – Key
- Jennifer Hale – Killer Frost ( Dr. Louise Lincoln )
- Clancy Brown – Lex Luthor
- Jennifer Hale – Live Wire ( Leslie Willis )
- J.K. Simmons – Mantis
- Malcolm McDowell – Metallo ( John Wayne Corben )
- Alexis Denisof – Mirror Master ( Evan McCulloch )
- Eric Roberts – Mongul
- Olivia d'Abo – Morgaine Le Fey
- Brian George (Marc Worden in "Epilogue") - Parasite ( Rudy Jones )
- Juliet Landau – Plastique ( Bette Sans Souci )
- Susan Eisenberg – Rampage ( Karen Lou "Kitty" Faulkner )
- Virginia Madsen – Roulette ( Veronica Sinclair )
- Stephen McHattie – The Shade ( Richard Swift )
- James Remar – Shadow Thief ( Carl Sands / "Katar Hol" )
- Kim Mai Guest – Silver Banshee ( Siobhan McDougal )
- Ted Levine – Sinestro ( Thaal Sinestro )
- Bruce Timm – Solomon Grundy ( Cyrus Gold )
- Corey Burton – Sonar ( Bito Wladon )
- Michael McKean – Sportsmaster ( Lawrence Crock )
- Olivia d'Abo – Star Sapphire ( Carol Ferris )
- Glenn Shadix – Steven Mandragora
- Juliet Landau – Tala
- Tomas Arana – Tharok
- Bud Cort – Toyman ( Winslow Percival Schott )
- Mark Hamill - Trickster ( Giovanni Giuseppe )
- Karen Maruyama - Tsukuri
- Arte Johnson – Virman Vundabar
- Peri Gilpin – Volcana ( Claire Selton )
- Corey Burton – Weather Wizard ( Mark Mardon )

### Återkommande/övriga rollfigurer
- Hynden Walch - Ace
- Armin Shimerman – Dr. Achilles Milo
- C.C.H. Pounder – Dr. Amanda Waller
- Robert Picardo – Amazo ( "The Android" )
- Ben Browder – Bat Lash ( Bartholomew Alouysius Lash )
- Farrah Forke – Big Barda ( Barda Free )
- Googy Gress – Bouncing Boy ( Charles Foster Taine )
- Matt Czuchry – Brainiac 5 ( Querl Dox )
- Seymour Cassel - Chuck Sirianni
- Raphael Sbarge - Deadman ( Boston Brand )
- Nestor Carbonell – El Diablo ( Lazarus Lane )
- Robert Foxworth – Professor Emil Hamilton
- Julie Bowen - Green Lantern ( Arisia Rrab )
- Adam Baldwin – Green Lantern ( Hal Jordan )
- Kim Mai Guest – Green Lantern ( Katma Tui )
- Dennis Haysbert – Green Lantern ( Kilowog )
- Will Friedle – Green Lantern ( Kyle Rayner )
- Adam Baldwin – Jonah Hex
- David Kaufman – Jimmy Olsen
- Phil LaMarr – Juice ( Black Vulcan )
- Edward Asner – Hephaestus
- Jason Bateman – Hermes
- Susan Sullivan - Hippolyta
- Scott Patterson – Agent King Faraday
- Kim Mai Guest – Linda Park
- Dana Delany – Lois Lane
- Tim Matheson – Maxwell Lord
- Daniel Dae Kim – Metron
- Ioan Gruffudd – Mister Miracle ( Scott Free )
- Dick Miller – Oberon
- Robert Forster – The President of the United States
- Jonathan Joss – Pow Wow Smith ( Ohiyesa Smith )
- Adam Baldwin – Captain Rick Flag Jr.
- Nathan Fillion – Spy Smasher ( Alan Armstrong )
- J. K. Simmons – General Wade Eiling ( The General )
- Paul Guilfoyle – Warlord ( Travis Morgan )
- James Sie – Wind Dragon ( "The Samurai" Toshio Eto )
- Grey DeLisle – Downpour ( "Zan" The Wonder Twin )
- Grey DeLisle – Shifter ( "Jayna" The Wonder Twin )

### Fotnoter
1. ↑  hämtat från: spanskspråkiga Wikipedia.[källa från Wikidata]